# 印尼咖哩辣
印尼咖哩辣（“就是这一次！”的谐音）是于2013年马来西亚大选竞选期间，民联支持者喊出的一句口号，源出自2012年创立的沙巴立新党，目的是呼吁合格选民把握手上的选票，选出能够为民服务的民意代表，抵制贪污腐败的政府，支持清廉的政党执政，人民有能力做出选择，改朝换代在今朝。的原意是指“就是这一次”，网络和报刊媒体多取其谐音称为“印尼咖哩辣”。
另一個具有相同意義的熟語是烏巴（Ubah，意即「改變」），是民主行动党支持者喊出的一句口号，始于2011年4月的砂拉越州选举，后来也成为民联支持者的共同口号。

## 脚注
1. ↑  . 光明日报. 2013-04-08  [2021-10-01]. （原始内容存档于2021-10-01）.
2. ↑  吳嘉雯. . 星洲日報. 2013-04-27  [2013-04-30]. （原始内容存档于2016-03-05）.
3. ↑  倪可敏. . 2013-04-07  [2013-04-30]. （原始内容存档于2019-09-13）.
4. ↑  . 南洋商报. 2013-04-29  [2013-04-30]. （原始内容存档于2016-03-04）.
5. ↑  . 光明日报. 2013-04-29  [2013-04-30]. （原始内容存档于2019-09-20）.
6. ↑  翁慧琪. . 独立新闻在线. 2011-12-30  [2013-05-01]. （原始内容存档于2012-02-15）.